# أمادو ديا نيداي
أمادو ديا نيداي (بالفرنسية: Amadou Dia N'Diaye) (مواليد 2 يناير 2000) هو لاعب كرة قدم سينغالي يلعب كمهاجم في نادي سوشو على سبيل الإعارة.

## روابط خارجية
- أمادو ديا نيداي على موقع قاعدة بيانات كرة القدم.إي يو (الإنجليزية)
- أمادو ديا نيداي على موقع ناشيونال فوتبول تيمز (الإنجليزية)
- أمادو ديا نيداي على موقع Soccerway.com (الإنجليزية)
- أمادو ديا نيداي على موقع عالم كرة القدم.نت (الإنجليزية)